# Letheobia debilis
Espèce
Synonymes
- Rhinotyphlops debilis Joger, 1990

Letheobia debilis est une espèce de serpents de la famille des Typhlopidae. 

## Répartition
Cette espèce est endémique de la République centrafricaine. Elle se rencontre entre 450 et 800 m d'altitude.

## Publication originale
- Joger, 1990 : The herpetofauna of the Central African Republic, with description of a new species of Rhinotyphlops (Serpentes: Typhlopidae) in Peters & Hutterer, 1990 : Vertebrates in the Tropics, p. 85-102.